# Arbetaridrott
Arbetaridrott har sitt ursprung i Tyskland och Österrike. Under 1800-talets mitt bildade arbetarrörelsen i dessa länder ett alternativ till det som uppgavs vara en opolitisk och borgerligt präglad idrottskultur. Det kunde ses som ett alternativ till tävlingsidrotten, eftersom fokus var på fysisk fostran och motion. De idrotter som utövades inom dessa arbetaridrottsföreningar var cykel, gymnastik, friidrott, fotboll och simning.
Rörelsen spred sig till flera europeiska länder, bland annat Sverige, Danmark, Finland och Norge. I Sverige startades rörelsen år 1919-1920 på initiativ av det socialdemokratiska vänsterpartiet. Som mest aktivitet var det inom de olika föreningarna under mitten av 1930-talet, då det arrangerades en arbetarolympiad (1925). I samband med andra världskriget förbjöds många av föreningarna i Tyskland och Österrike och det kom att påverka även andra länder. 
I Sverige upphörde den ursprungliga rörelsen 1936. I Finland hade arbetaridrottsrörelsen sitt eget nationella mästerskap i flera sporter, bland annat i bandy.